# Edifici dels Cafès Callís
L'Edifici dels Cafès Callís és una obra d'Olot (Garrotxa) inclosa a l'Inventari del Patrimoni Arquitectònic de Catalunya.

## Descripció
És una casa entre mitgera de planta rectangular, amb teulat a dos aigües i amplis voladissos amb rajoles vidriades de colors taronges i verd, formant motius geomètrics. Can Callís disposa de planta baixa, amb ampli portal destinat a magatzems i fabricació de cafè i portal per accedir al primer pis. La reixa de ventilació ens dona la data de remodelació de l'edifici: 1930 i les inicials M. F. La balconada del primer pis té dues portes d'accés decorades amb una motllura ornamentada.

## Història
Entre els anys 1860 i 1880 es realitza la urbanització del carrer Mulleres i de la sortida de L'Horta del Carme. Serà el moment en què es bastiren les cases de la família, la sala Treserres (que seguirà la mateixa tipologia que les seves veïnes), Can Masó, etc. En el solar de Can Callís es bastiren uns magatzems amb tres grans porxades i l'any 1930 es va aterrar aquesta edificació i es va bastir l'actual.